# Jasenovac i Gradiška Stara
 (novembre 2022).
Si vous disposez d'ouvrages ou d'articles de référence ou si vous connaissez des sites web de qualité traitant du thème abordé ici, merci de compléter l'article en donnant les références utiles à sa vérifiabilité et en les liant à la section « Notes et références ».

Jasenovac i Gradiška Stara (Jasenovac et Gradiška Stara) est une chanson fasciste croate glorifiant Ante Pavelić et les massacres commis par les Oustachis, au cours de la Seconde Guerre mondiale, contre les Serbes enfermés dans les camps de concentration de Jasenovac et de Stara Gradiška.
Les paroles incluent quelques mots typiques du dialecte de l'Herzégovine et Croatie méridionale, où furent commises parmi les pires atrocités de la Seconde Guerre mondiale.